# 彼得·馬斐森
馬斐森（英語：Peter Mathieson，1914年12月1日—1986年10月12日）是紐西蘭的一名游泳運動員。在1950年大英帝國運動會（英聯邦運動會的前身）上，與Lyall Barry、John Shanahan一同代表國家參加男子330碼混合泳接力並獲得銅牌。繼而參加男子100碼背泳，獲得第四名。